# 圣菲 (格拉纳达省)
圣菲（西班牙語：Santa Fe）是西班牙安达卢西亚自治区格拉纳达省的一个市镇。总面积38平方公里，总人口12824人（2001年），人口密度337人/平方公里。

## 友好城市
- 法國 维尔诺曼底